# Кубок Туниса по футболу
Кубок Президента Туниса — ежегодное футбольное соревнование для тунисских клубов, второе по значимости соревнование после чемпионата.

## Выигранные кубки по клубам (с обретения независимости в 1956 году)
| Клуб                | Кол-во побед |
| ------------------- | ------------ |
| Эсперанс            | 15           |
| Клуб Африкэн        | 13           |
| Этуаль дю Сахель    | 10           |
| Хаммам-Лиф          | 9            |
| Сфаксьен            | 7            |
| Стад Тунизьен       | 6            |
| Ла-Марса            | 5            |
| Бизертен            | 3            |
| Олимпик де Беджа    | 3            |
| Олимпик де Транспор | 1            |
| Зарзис              | 1            |
| Монастир            | 1            |